# Litokwa Tomeing

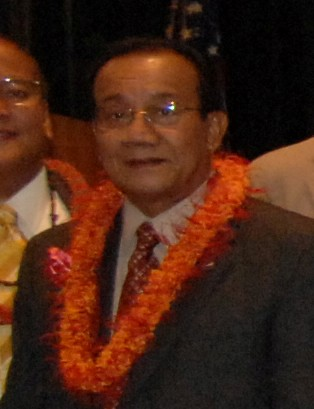
Litokwa Tomeing bei einer Konferenz in Honolulu, Hawaii (2008)

Litokwa Tomeing (* 14. Oktober 1939 auf dem Wotje-Atoll, Ratak-Kette; † 12. Oktober 2020) war vom 7. Januar 2008 bis zum 21. Oktober 2009 Präsident der Marshallinseln.
Litokwa Tomeing war Mitglied der United People’s Party (UPP). Er wurde am 7. Januar 2008 mit 18:15 Stimmen vom Parlament zum neuen Präsidenten gewählt und somit Nachfolger von Kessai Note.
Während seiner Amtszeit überstand Tomeing zwei Misstrauensabstimmungen. Am 21. Oktober 2009 unterlag er bei einem weiteren Misstrauensvotum mit 17:15 Stimmen. Der Parlamentspräsident bestimmte Ruben Zackhras als seinen, bis zur Wahl eines neuen Präsidenten die Amtsgeschäfte führenden, Nachfolger.